# Pakistan
Pakistan, officielt Den Islamiske Republik Pakistan (urdu: اسلامی جمہوریۂ پاکستان; tr. islāmī jamhūriya-i-pākistān), er et land i Sydasien. Det er verdens femte mest befolkede land med over 230.592.582 indbyggere. Derudover er det verdens 30. største land med et areal på 881.913 km2. Pakistan har 1.046 km kystlinje, som går ud til Det Arabiske Hav og Omanbugten mod syd, og det grænser op til Indien mod øst, Afghanistan mod vest, Iran mod sydvest og Kina mod nordøst. Wakhan-korridoren i Afghanistan gør, at der lige akkurat ikke har grænse til Tajikistan mod nordvest. Landet har en havgrænse til Oman.
Pakistan er det eneste land, der er blevet etableret i Islams navn. Både etnisk og lingvistisk er det et meget alsidigt land, og landets geografi og fauna er ligeledes forskelligartet.
Pakistan er en regional og mellem magtfaktor, med verdens sjettestørste hær. Landet råder over atomkraftværker og er som Indien en atommagt og det eneste land i den muslimske verden med atomvåben. Derudover har Pakistan (pr. 2023) det 7. stærkeste militær i hele verden, hvilket er en højere rangering end lande som Frankrig og Tyskland. Pakistan har også en af verdens bedste efterretningstjenester: Inter-Services Intelligence også kaldet ISI. 
Landet har en semi-industrialiseret økonomi med en velintegreret landbrugssektor og en voksende servicesektor. Det bliver rangeret som en stor voksende økonomi, hvilket bliver bakket op af en af verdens største og hurtigst voksende middelklasser.
Pakistans politiske historie siden uafhængigheden er blevet karakteriseret af perioder med militærstyre, politisk ustabilitet, konflikter med Indien og korruption. Pakistan er medlem af FN, Shanghai Cooperation Organisation, Organization of the Islamic Conference, Commonwealth of Nations, South Asian Association for Regional Cooperation og Islamic Military Counter Terrorism Coalition.

## Etymologi
Navnet Pakistan betyder "det rene land" på urdu og persisk. Det blev skabt i 1934 som Pakstan af Choudhary Rahmat Ali, som udgav det i sin pjece Now or Never. Navnet repræsenterede "de tredive millioner muslimer i PAKSTAN, som lever i de fem nordlige enheder i Britisk Indien — Punjab, Afghania (også kendt som North-West Frontier Province), Kashmir, Sindh og Baluchistan."

## Geografi
De nordlige og vestlige dele er bjergområder. Den pakistansk kontrollerede del af Kashmir har nogle af de højeste bjerge i verden inklusiv K2 og Nanga Parbat. Mod sydøst ligger Tharørkenen som strækker sig ind i Indien.

## Historie
Det område, som i dag er Pakistan, har været opdelt i en række oldtidskulturer, og er tæt forbundet med historien på Det indiske subkontinent. Oldtiden involverer området Mehrgarh fra yngre stenalder og Induskulturen fra bronzealderen, og senere eksisterede der flere forskellige kongeriger, der blev regeret at folk med forskellig tro og kultur, inklusive hinduer, det Indo-græske kongedømme, muslimer, turko-mongoler, afghanere og sikher. Området har været regeret af adskillige imperier og dynastier inklusive det persiske Achæmenidiske rige, Alexander den Store, Seleukiderne, det indiske Mauryariget, Guptariget, det arabiske Umayyade-kalifatet, Delhi-sultanatet, det Mongolske kejserdømme, Mogulriget, det afghanske Durrani-riget, Sikh-riget (delvist) og seneste Britisk Indien, der indgik i det Britiske Imperium.
Da den britiske overhøjhed over det indiske subkontinent ophørte i august 1947, førte dette til en opdeling af Britisk Indien i en række nye lande; Indien, Burma og Ceylon. Indien blev yderligere opdelt ved Indiens deling og førte til skabelsen af to dominions: Indien og Pakistan. Delingen af Indien førte straks til konflikt mellem Indien og Pakistan og egentlig krig ved den første indisk-pakistanske krig over vasalstaten Jammu og Kashmirs tilslutning til enten Indien eller Pakistan.
Pakistan skiftede status fra dominion i 1956, hvor landet vedtog en en grundlov, der gjorde Pakistan til en islamisk republik.
Spændinger mellem Vestpakistan og Østpakistan førte i 1971 til en borgerkrig, Bangladeshkrigen, der eskalerede og førte til militær intervention fra Indien og følgende løsrivelse af Østpakistan som det nye land Bangladesh.
I 1973 vedtog Pakistan en ny grundlov, der fastslog at alle love skal stemme overens med Islam, som der står i Koranen og Sunna.

## Demografi
De største befolkningsgrupper er pashtuner (grøn) (15-16%) i nordvest, balucher (rød) (3,6%) i sydvest, punjabier (brun) i nordøst (45%), sindh'er (gul) (14%) i sydøst, saraiki (8,4%) i den centralt østlige del mellem punjabier og sindher, muhajir (7,6%) i sydøst (Sindh), andre grupper 6%. Pakistan har en hastigt voksende befolkning. I 1950 var indbyggertallet på ca. 37,5 millioner, hvilket var vokset til over 225 millioner i 2021. FN anslår et befolkningstal på omkring 400 millioner i år 2100.

### Sprog
Urdu og engelsk er begge anerkendt som officielle sprog i Pakistan. Urdu bliver snakket af mange, men er kun modersmålet for 8%. Engelsk bruges til officielle formål, i administration, i næringsliv og af den uddannede urbane elite. Urdu er kommunikationssproget (lingua franca) blandt folket. Udover disse sprog snakker næsten alle pakistanere beslægtede indo-europæiske sprog. De mest almindelige er punjabi, pashto, persisk, sindhi, hindko, balutsji.

### Religion
Majoriteten af befolkningen er muslimer, 95% af befolkningen tilhører islam. De fleste muslimer i Pakistan er sunnimuslimer (75%) og shiamuslimer (20%), selv om et antal mindre sekter eksisterer. Pakistan har en lille ikke-muslimsk befolkning, for det meste bestående ad sikher, kristne, hinduer og animister i de fjerne nordlige områder.

## Politik og administration
Officielt er Pakistan en føderal republik, men har haft en lang historie af vekslende perioder med valgt demokrati og autoritære militærdiktatorer. Militærpræsidenter inkluderede general Ayub Khan i 1960erne, general Zia-ul-Haq i 1980erne og general Pervez Musharraf fra 1999 til 2008. Flertallet af Pakistans statsoverhoveder og regeringsledere har været valgte civile ledere.
Pakistan er også det land der, med Benazir Bhutto, fik verdens første kvindelige regeringsleder i et muslimsk land, og et af de tidligste lande som har haft en folkevalgt kvindelig leder.[kilde mangler]

### Provinser og territorier
Pakistan er delt i fire provinser:
- Khyber Pakhtunkhwa
- Baluchistan
- Punjab
- Sindh

og tre andre territorier:
- Pakistans Føderalt Administrerede Stammeområder (Gilgit-Baltistan)
- Islamabad-hovedstadsområdet, det føderale distrikt omkring hovedstaden
- En del af Jammu og Kashmir (Azad-Kashmir) er under pakistansk kontrol, men er ikke officielt del af Pakistan.

De største byer i Pakistan er:
- Karachi
- Lahore
- Faisalabad
- Rawalpindi
- Gujranwala
- Peshawar
- Multan
- Hyderabad
- Islamabad
- Quetta
- Bahawalpur
- Mingora

### Regionalt samarbejde i Sydasien
Pakistan er sammen med de øvrige lande i Sydasien medlem af SAARC (Engelsk:South Asian Association for Regional Cooperation). SAARC blev stiftet i december 1985 med det formål at fremme det regionale samarbejde inden for regionen, samt øge handelen mellem landene og styrke Sydasiens økonomisk udvikling. Organisationen har hovedsæde i Kathmandu, Nepal, og følgende stater er medlemmer: Bangladesh, Bhutan, Indien, Maldiverne, Nepal, Pakistan og Sri Lanka samt fra april 2007 også Afghanistan.